# Perigramma cesata
Perigramma cesata là một loài bướm đêm trong họ Geometridae.